# Малая Лиахви
Малая Лиахви (осет. Чысыл Леуахи, груз. პატარა ლიახვი, Патара-Лиахви) — река в Южной Осетии и Грузии. Левый приток Большой Лиахви. Длина около 61,11 км.
В верхней части бассейна Малой Лиахвы расположен Лиахвский заповедник.
При СССР на реке было построено Зонкарское водохранилище (Лиахвское).

## Этимология

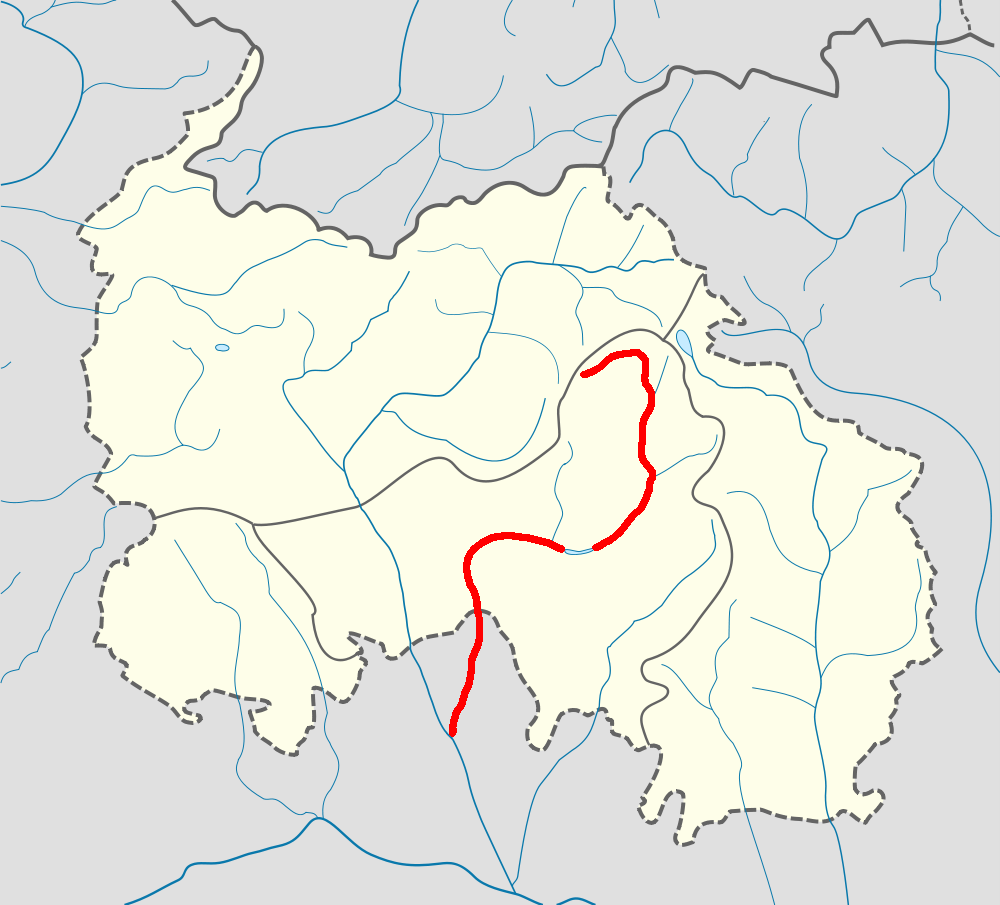
Малая Лиахва

Убедительной этимологии названия Лиахви нет. Считая «ли» картвельским префиксом сванского происхождения, служащим для обозначения места, в основе гидронима видят грузинское хев — 'вода, река'.

## Населённые пункты на реке
По порядку от истока:
Южная Осетия:
- Ацрисхеу
- Белот
- Уанат
- Сарабук
- Кохат
- Дменис
- Ередви

Грузия:
- Мерети
- Корди
- Кабри
- Тирдзниси
- Тквиави